# Transmarisca Bay
Die Transmarisca Bay (englisch; bulgarisch залив Трансмариска saliw Transmariska) ist eine 4,3 km breite und 3,2 km lange Bucht an der Nordküste von Krogh Island im Archipel der Biscoe-Inseln westlich der Antarktischen Halbinsel. Sie liegt östlich des Edholm Point und westlich des Kuvikal Point.
Britische Wissenschaftler kartierten sie 1976. Die bulgarische Kommission für Antarktische Geographische Namen benannte sie 2013 nach der antiken römischen Stadt Transmarisca im Nordosten Bulgariens.